# Arabeske (Schumann)
Die Arabeske C-Dur op. 18 ist ein kurzes Klavierstück von Robert Schumann, das er 1839 in Wien komponierte. 

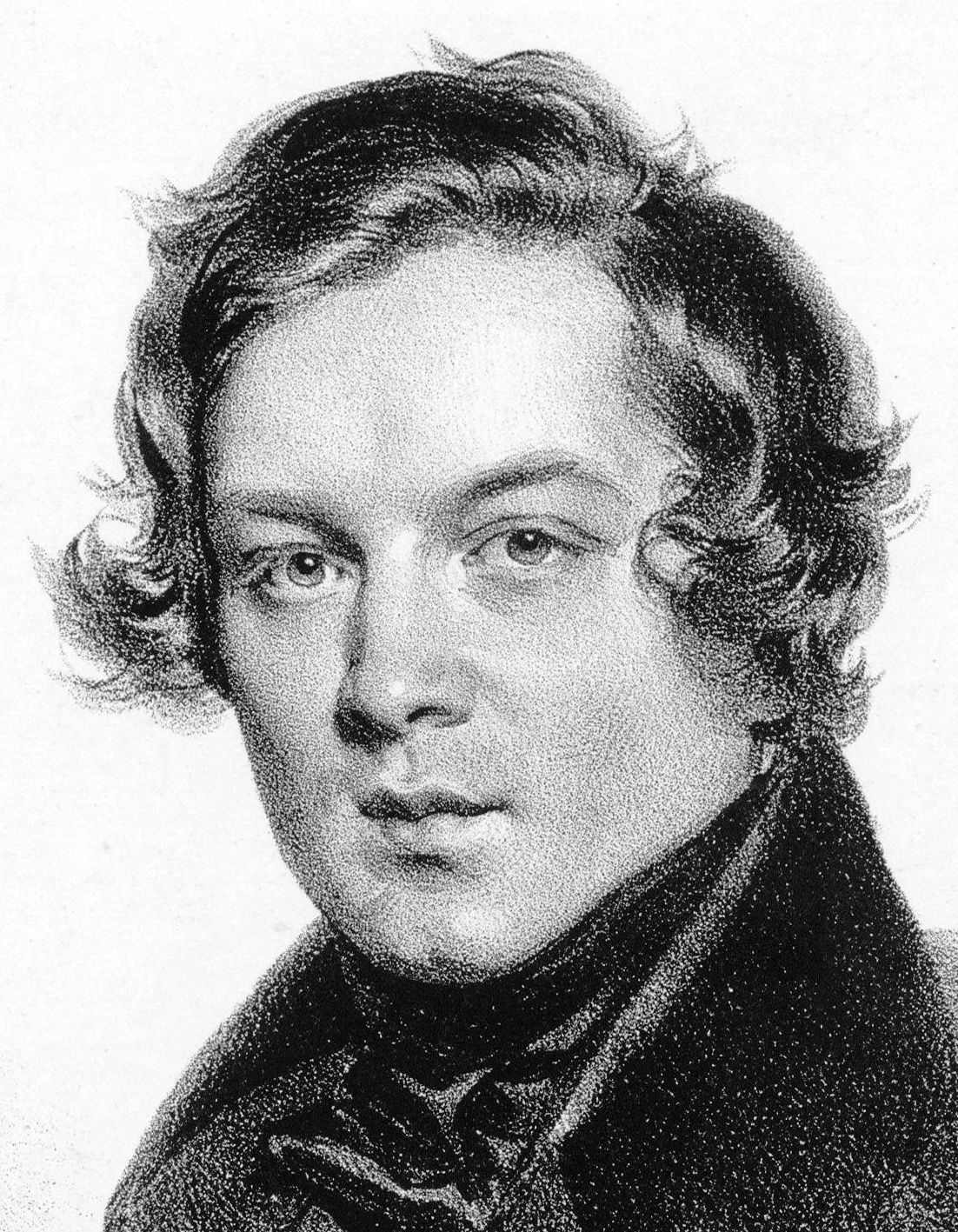
Namensgeber Robert Schumann - deutscher Komponist, Musikkritiker und Dirigent

Wie sein Blumenstück op. 19 widmete er es Friederike Serre, einer wichtigen Kunstförderin, die Musiker und Dichter auf ihr Anwesen in der Nähe von Dresden einlud und die Verbindung zwischen dem Komponisten und Clara Wieck unterstützt hatte.
Der Titel Arabeske gibt erneut einen Hinweis auf das Wesen des Stückes, das etwas Ornamentales, gefällig Verziertes hat, indem eine innig-schlichte Melodie von zarten Figuren umspielt wird.

## Inhalt
Bei dem leicht und zart zu spielenden Stück in C-Dur handelt es sich um ein Rondo, dessen Refrain dreimal wiederkehrt, von zwei dunkleren Zwischenspielen in e- und a-Moll (Minore I und II, etwas langsamer) unterbrochen und kontrastiert wird und mit einer Coda (Zum Schluss) endet.
Die einfache Kantilene wird durch das wiederholte  Vorschlags-Motiv und den vorwärtsdrängenden, punktierten Rhythmus sowie fließende Modulationen geprägt. Die Melodie entfaltet sich auf einem scheinbar mehrstimmigen Gewebe, bei dem, ähnlich wie im ersten Stück der Kinderszenen Von fremden Ländern und Menschen, zwei Stimmen von der linken Hand gespielt werden. Das aufwärtssteigende Thema erreicht in Takt 5 die Subdominantparallele d-Moll, wird nach einer Wiederholung der viertaktigen Periode zur Dominante G-Dur und wieder zur Tonika in Takt 16 geführt. Im zweiten Abschnitt, der durch die zweimalige Wendung in die Paralleltonart e-Moll einen wehmütigen Charakter erhält, wird die Tonika in Takt 25 erreicht und das Thema wie am Anfang gestaltet.
Nur in den beiden ernsten Zwischenspielen kommt es zu einer dynamischen Steigerung des überwiegend verhaltenen Stückes, der Klaviersatz wird dichter. Während das an einen Quartettsatz erinnernde Minore I das Thema des Refrains nur entfernt erkennen lässt, ist die Ähnlichkeit in der zweiten a-Moll-Episode unverkennbar – das charakteristische Vorschlags-Motiv findet sich ebenso wie die Aufwärtsbewegung des Themas.

## Hintergrund
Schumann selbst äußerte sich kritisch über das zarte, etwas biedermeierlich wirkende Stück und bezeichnete es als „schwächlich und für Damen.“
Anders als etwa Ludwig van Beethoven war Schumann nicht aus eigenem Antrieb nach Wien gegangen, sondern einer Weisung seines späteren Schwiegervaters Friedrich Wieck gefolgt, sich dort eine eigene Existenz aufzubauen. Wieck hatte mehrfach versucht, die Beziehung zwischen Clara und Robert zu verhindern, seine Tochter auf Tourneen geschickt und ihr abweisende Briefe an Schumann diktiert.
Während der schmerzvollen Trennung von Clara war Schumann sehr produktiv; neben der Arabeske komponierte er das Blumenstück op. 19, die Humoreske, Teile des lebhaften  Faschingsschwanks aus Wien und weitere Stücke.